# وایکسلبوم
وایکسلبوم (به آلمانی: Weichselbaum) یک منطقهٔ مسکونی در اتریش است که در ناحیه ینرسدورف واقع شده‌است. وایکسلبوم ۷۲۹ نفر جمعیت دارد.